# Novoukrainka (Óblast de Odesa)
Novoukrainka  (ucraniano: Новоукраїнка) es un pueblo del Raión de Bolhrad en el Óblast de Odesa de Ucrania. Según el censo de 2001, tiene una población de 272 habitantes.